# Liste der Botschafter der Vereinigten Staaten in Argentinien
Diese Liste der Botschafter der USA bietet einen Überblick über die Leiter der US-amerikanischen diplomatischen Vertretung in Argentinien, die nach der Unabhängigkeit des Landes von Spanien im Jahr 1816 mit der Aufnahme der diplomatischen Beziehungen im Jahr 1823 ihren Dienst in der Hauptstadt Buenos Aires aufnahmen.

## Botschafter
| Name                       | Dienstantritt | Dienstende | Anmerkungen |
| -------------------------- | ------------- | ---------- | --- |
| Caesar A. Rodney           | 1823          | 1824       | Caesar Augustus Rodney war zuvor United States Attorney General unter Präsident Jefferson; er verstarb im Amt als Botschafter in Buenos Aires. |
| John Murray Forbes         | 1825          | 1831       | Chargé d’affaires, verstarb im Amt |
| Francis Baylies            | 1832          | 1832       | Chargé d’affaires |
| William Brent, Jr.         | 1844          | 1846       | Chargé d’affaires |
| William A. Harris          | 1846          | 1851       | Chargé d’affaires |
| John S. Pendleton          | 1851          | 1854       | Chargé d’affaires; John S. Pendleton ist nicht mit dem Politiker John O. Pendleton zu verwechseln. |
| James A. Peden             | 1854          | 1858       | |
| Benjamin C. Yancey         | 1858          | 1859       | |
| John F. Cushman            | 1859          | 1861       | |
| Robert M. Palmer           | 1861          | 1862       | |
| Robert C. Kirk             | 1862          | 1866       | zudem für Uruguay akkreditiert. Erneut Botschafter in Buenos Aires von 1869 bis 1871. |
| Alexander Asboth           | 1866          | 1868       | geboren als Asbóth Sándor in Ungarn; ungarisch-amerikanischer Revolutionär und General der United States Army im Sezessionskrieg. Er verstarb im Amt als Botschafter in Buenos Aires. |
| Henry G. Worthington       | 1868          | 1869       | |
| Robert C. Kirk             | 1869          | 1871       | Er war bereits zwischen 1862 und 1866 als Botschafter der USA in Buenos Aires tätig. |
| Julius White               | 1872          | 1873       | |
| Thomas O. Osborn           | 1874          | 1885       | |
| Bayless W. Hanna           | 1885          | 1889       | |
| John R. G. Pitkin          | 1889          | 1893       | |
| William I. Buchanan        | 1894          | 1899       | |
| William Paine Lord         | 1899          | 1903       | |
| John Barrett               | 1903          | 1904       | |
| Arthur M. Beaupre          | 1904          | 1908       | anschließend Gesandzter in den Niederlanden |
| Spencer F. Eddy            | 1908          | 1909       | |
| Charles Hitchcock Sherrill | 1909          | 1910       | |
| John W. Garrett            | 1911          | 1913       | |
| Frederic Jesup Stimson     | 1914          | 1921       | |
| John W. Riddle             | 1921          | 1925       | |
| Peter Augustus Jay         | 1925          | 1926       | |
| Robert Woods Bliss         | 1927          | 1933       | |
| Alexander W. Weddell       | 1933          | 1938       | |
| Norman Armour              | 1939          | 1944       | Unterbrechung der diplomatischen Beziehungen zwischen 1944 und 1945 |
| Spruille Braden            | 1945          | 1945       | Braden war zuvor schon als Unternehmer in der Region aktiv. Er griff als Botschafter in den argentinischen Wahlkampf von 1945 ein und nahm Partei für den konservativen Politiker José Pascual Tamborini. Dies erwies sich aber für Tamborini als kontraproduktiv. Der populistische Politiker Juan Perón nutzte Bradens Intervention zu seinen Gunsten aus und konnte die Wahl gewinnen. Braden musste daraufhin seinen Botschafterposten verlassen. |
| George S. Messersmith      | 1946          | 1947       | Messersmith war bereits 1926 Generalkonsul in Buenos Aires. Von 1929 bis 1933 war Messersmith Generalkonsul in Berlin und von 1934 bis 1936 in Wien. |
| James Cabell Bruce         | 1947          | 1949       | |
| Stanton Griffis            | 1949          | 1950       | |
| Ellsworth Bunker           | 1951          | 1952       | |
| Albert F. Nufer            | 1952          | 1956       | |
| Willard L. Beaulac         | 1956          | 1960       | Präsident Eisenhower ernannte Beaulac bereits 1953 zum Botschafter in Argentinien, aber die Ernennung wurde zurückgezogen, bevor der Senat darüber abstimmen konnte. Beaulac wurde stattdessen zum Botschafter in Chile ernannt. Im Jahr 1956 wurde er dann für den Botschafterposten in Argentinien nominiert. |
| Roy R. Rubottom, Jr.       | 1960          | 1961       | Rubottom war zwischen 1957 und 1960 Assistant Secretary of State for Inter-American Affairs im US-Außenministerium. |
| Robert M. McClintock       | 1962          | 1964       | |
| Edwin M. Martin            | 1964          | 1968       | Martin war zwischen 1962 und 1964 Assistant Secretary of State for Inter-American Affairs im US-Außenministerium. |
| Carter L. Burgess          | 1968          | 1969       | |
| John Davis Lodge           | 1969          | 1973       | |
| Robert C. Hill             | 1973          | 1977       | |
| Raul Hector Castro         | 1977          | 1980       | Castro war direkt vor seinem Botschafterposten in Argentinien zwischen 1975 und 1977 Gouverneur von Arizona. |
| Harry W. Shlaudeman        | 1980          | 1983       | |
| Frank V. Ortiz, Jr.        | 1983          | 1986       | |
| Theodore E. Gildred        | 1986          | 1989       | |
| Terence A. Todman          | 1989          | 1993       | |
| James Richard Cheek        | 1993          | 1996       | |
| Ronald D. Godard           | 1996          | 1997       | Chargé d’affaires |
| Manuel Rocha               | 1997          | 2000       | Chargé d’affaires |
| James Donald Walsh         | 2000          | 2003       | |
| Lino Gutierrez             | 2003          | 2006       | |
| Earl Anthony Wayne         | 2006          | 2009       | |
| Vilma Socorro Martínez     | 2009          | 2013       | erste Frau als Botschafterin in Buenos Aires. |
| Noah Mamet                 | 2014          | 2017       | |
| Edward C. Prado            | 2018          | 2021       | |
| MaryKay Carlson            | 2021          | 2022       | Chargé d’affaires |
| Marc Stanley               | 2022          |            | |